# Шелепухи
Шелепухи — село в Україні, в Черкаському районі Черкаської області, підпорядковане Мошнівській сільській громаді. У селі мешкає 718 людей.

## Географія
У селі бере початок річка Білка, ліва притока Вільшанки.